# Etmopterus perryi

Etmopterus perryi of dwerglantaarnhaai is een vissensoort uit de familie van de Etmopteridae (Etmopteridae). De wetenschappelijke naam van de soort is voor het eerst geldig gepubliceerd in 1985 door Springer & Burgess. De dwerglantaarnshaai is met een maximale lengte van zo'n 20 centimeter de kleinste haaiensoort ter wereld. Er is niet veel bekend over deze haai. Hij werd pas voor het eerst ontdekt in 1964 en wordt zelden gezien.
Het is echter bekend dat de dwerglantaarnshaai alleen in de Caraïben dicht bij de Zuid-Amerikaanse kust leeft op een diepte van 300-460 meter. Deze haaien zijn donkerbruin en kunnen zwarte aftekeningen langs hun lichaam hebben, evenals dunne schubben, die dermale denticles worden genoemd.
Ondanks zijn kleine formaat is de dwerglantaarnhaai een vleeseter die zich voornamelijk voedt met krill en andere kleine krabben. Net als andere lantaarnhaaien kan de dwerglantaarnhaai zijn eigen licht maken via bioluminescentie. Dit gebruikt hij als camouflage, om een partner of een prooi te lokken of om mee te communiceren. 
De exacte levensduur van deze haai is onbekend. Er wordt echter aangenomen dat het relatief kort is vanwege het grote aantal roofdieren en parasieten waarvan bekend is dat ze de haai aanvallen.